# يوهانس ماكس بروسكاور
يوهانس ماكس بروسكاور (بالألمانية: Johannes Max Proskauer)‏ (و. 1923 – 1970 م) هو عالم نبات، وعالم نباتات لاوعائية من ألمانيا . ولد في جوتنجن .
توفي في بيركيلي، كاليفورنيا ، عن عمر يناهز 47 عاماً.

## جوائز
حصل على جوائز منها:
- زمالة غوغنهايم.